# Sabri Anar
Sabri Anar (ur. 1 maja 1966 w Uludere) – turecki duchowny chaldejski, arcybiskup Diyarbakır od 2023.

## Życiorys
Święcenia kapłańskie otrzymał 10 listopada 1990. Po święceniach pracował jako wikariusz parafii w Sarcelles, a od 2006 był proboszczem tej parafii. W 2016 objął kierownictwo chaldejskiej wspólnoty przy kościele w Arnouville. W 2017 otrzymał tytuł chorepiskopa.
24 maja 2023 papież Franciszek zatwierdził jego wybór przez Synod Biskupów Kościoła Chaldejskiego na arcybiskupa Diyarbakır. Sakry udzielił mu 16 lipca 2023 chaldejski patriarcha Babilonu – kardynał Louis Raphaël I Sako.